# 向前衝 (單曲)
《向前衝》（日语：／ Mae no meri）是日本偶像團體SKE48的第18張單曲，2015年8月12日由avex trax發行，分為Type-A、Type-B、Type-C、Type-D、劇場版等5個版本，作詞、作曲分別為秋元康與杉山勝彥。該單曲由松井玲奈單獨擔任中心成員，也是松井玲奈從SKE48畢業前的最後一支單曲。海外發行方面，台灣愛貝克思於2015年8月21日發行Type-A、Type-B、Type-C、Type-D等4個版本。

## 版本與收錄內容

### Type-A
收錄三首歌曲，此次作品中的Team S隊曲《美妙的罪惡感》僅收錄於此版。DVD則收錄了《向前衝》與《美妙的罪惡感》兩曲的MV，以及記錄短片「新世代的鼓動～Documentary of SKE48 7期 研究生～」。Type-A初回限定版的封面採用了此次擔任center的松井玲奈之獨照，而通常版的封面則是單曲選拔成員中的神門沙樹、佐藤堇與柴田阿彌三人之合照。
Type A詳細的收錄內容如下：
| CD   | CD                                             | CD             | CD             | CD   |
| 曲序 | 曲目                                           | 作曲           | 編曲           | 时长 |
| ---- | ---------------------------------------------- | -------------- | -------------- | ---- |
| 1.   | 《向前衝》（前のめり）                                 | 杉山勝彦       | 若田部誠       | 4:14 |
| 2.   | 《美妙的罪惡感》（素敵な罪悪感）（Team S）                 | 野中“まさ”雄一 | 野中“まさ”雄一 | 4:19 |
| 3.   | 《穿著制服的名偵探》（制服を着た名探偵）（Dreaming girls（リーミングガールズ）） | 飯田清澄       | 飯田清澄       | 4:01 |
| 4.   | 《向前衝》純配樂版                             |                |                |      |
| 5.   | 《美妙的罪惡感》 純配樂版                      |                |                |      |
| 6.   | 《穿著制服的名偵探》純配樂版                   |                |                |      |

DVD
1. 《向前衝》音樂錄影帶
2. 《美妙的罪惡感》音樂錄影帶
3. 特典影片「新世代的鼓動～Documentary of SKE48 7期 研究生～」（新世代の躍動〜Documentary of SKE48 7期研究生〜）：此影片是2015年3月時才加入SKE48、15名七期生在通過甄選之後，在接受訓練與舞台演出幕前幕後等過程的紀錄影片。

### Type-B
收錄三首歌曲， Team KII的「這焦躁使我無能」僅收錄於此版。DVD內容為「積極前進 音樂錄影帶」、「這焦躁使我無能 音樂錄影帶」以及「特典影像「朝向未來的序章～Documentary of SKE48 選秀2期生～」。Type-B初回限定版的封面採用了單曲選拔成員中的松井珠理奈之獨照，而通常版的封面則是Team KII成員17人之合照。
Type B詳細的收錄內容如下：
| CD   | CD                                     | CD         | CD             | CD   |
| 曲序 | 曲目                                   | 作曲       | 編曲           | 时长 |
| ---- | -------------------------------------- | ---------- | -------------- | ---- |
| 1.   | 《向前衝》                             | 杉山勝彦   | 若田部誠       | 4:14 |
| 2.   | 《這焦躁使我無能》（焦燥がこの僕をだめにする）（Team KII）     | うみ野勝久 | 野中“まさ”雄一 | 4:51 |
| 3.   | 《穿著制服的名偵探》（Dreaming girls） | 飯田清澄   | 飯田清澄       | 4:01 |
| 4.   | 積極前進 純配樂版                      |            |                |      |
| 5.   | 這焦躁使我無能 純配樂版                |            |                |      |
| 6.   | 穿著制服的名偵探 純配樂版              |            |                |      |

DVD
1. 《積極前進》 音樂錄影帶
2. 《這焦躁使我無能》 音樂錄影帶
3. 特典影片「朝向未來的序章～Documentary of SKE48 選秀2期生～」（未来への序章〜Documentary of SKE48 ドラフト2期生〜）

### Type-C
收錄三首歌曲，Team E的「漫長夢境的迷宮」僅收錄於此版。DVD內容為「積極前進 音樂錄影帶」、「漫長夢境的迷宮音樂錄影帶」以及特典影像「2588天。Documentary of 松井玲奈」（前篇）。影片內容包括了松井玲奈的生長背景、加入SKE48的心境以及內心最真實的話語。Type-C初回限定版的封面採用了單曲選拔成員中的後藤楽楽、古畑奈和兩人之合照，而通常版的封面則是單曲選拔成員中的大矢真那、北川綾巴、宮澤佐江三人之合照。
Type C詳細的收錄內容如下：
| CD   | CD                                     | CD       | CD       | CD   |
| 曲序 | 曲目                                   | 作曲     | 編曲     | 时长 |
| ---- | -------------------------------------- | -------- | -------- | ---- |
| 1.   | 《向前衝》                             | 杉山勝彦 | 若田部誠 | 4:14 |
| 2.   | 《漫長夢境的迷宮》（長い夢のラビリンス）（Team E）       | 俊龍     | 若田部誠 | 5:06 |
| 3.   | 《穿著制服的名偵探》（Dreaming girls） | 飯田清澄 | 飯田清澄 | 4:01 |
| 4.   | 積極前進 純配樂版                      |          |          |      |
| 5.   | 漫長夢境的迷宮 純配樂版                |          |          |      |
| 6.   | 穿著制服的名偵探 純配樂版              |          |          |      |

DVD
1. 《積極前進》 音樂錄影帶
2. 《漫長夢境的迷宮》 音樂錄影帶
3. 特典影片「2588天。Documentary of 松井玲奈」（前篇）」（2588日。Documentary of 松井玲奈（前編））

### Type-D
收錄三首新曲，松井玲奈的「2588天」僅收錄於此版。DVD內容為「積極前進 音樂錄影帶」、「2588天 音樂錄影帶」以及特典影像「2588天。Documentary of 松井玲奈
」（後篇）。影片內容包括了松井玲奈的生長背景、加入SKE48的心境以及內心最真實的話語。Type-D初回限定版的封面採用了單曲選拔成員中的須田亜香里、高柳明音、谷真理佳三人之合照，而通常版的封面則是單曲選拔成員中的江籠裕奈、木本花音、松村香織三人之合照。
Type D詳細的收錄內容如下：
| CD   | CD                                     | CD       | CD       | CD   |
| 曲序 | 曲目                                   | 作曲     | 編曲     | 时长 |
| ---- | -------------------------------------- | -------- | -------- | ---- |
| 1.   | 《向前衝》                             | 杉山勝彦 | 若田部誠 | 4:14 |
| 2.   | 《2588天》（2588日）（松井玲奈）             | 渡邉沙志 | 若田部誠 | 4:56 |
| 3.   | 《穿著制服的名偵探》（Dreaming girls） | 飯田清澄 | 飯田清澄 | 4:01 |
| 4.   | 積極前進 純配樂版                      |          |          |      |
| 5.   | 漫長夢境的迷宮 純配樂版                |          |          |      |
| 6.   | 穿著制服的名偵探 純配樂版              |          |          |      |

DVD
1. 《向前衝》音樂錄影帶
2. 《2588天》 音樂錄影帶
3. 特典影片「2588天。Documentary of 松井玲奈」（後篇）」

### 劇場版
劇場版的封面則是單曲選拔成員19人之合照。
| CD   | CD                                     | CD       | CD       | CD   |
| 曲序 | 曲目                                   | 作曲     | 編曲     | 时长 |
| ---- | -------------------------------------- | -------- | -------- | ---- |
| 1.   | 《向前衝》                             | 杉山勝彦 | 若田部誠 | 4:14 |
| 2.   | 《穿著制服的名偵探》（Dreaming girls） | 飯田清澄 | 飯田清澄 | 4:01 |
| 3.   | SKE48 18th Single Medley               |          |          |      |
| 4.   | 積極前進 純配樂版                      |          |          |      |
| 5.   | 穿著制服的名偵探 純配樂版              |          |          |      |

## 歌曲與參與成員
以下各首歌曲的參與演唱成員之所屬團體與分隊，皆是以單曲唱片發行時的時點為準，並依照AKB48集團的出席編號排序。

### 向前衝
（Center：松井玲奈）
- Team S：東李苑、大矢真那、北川綾巴、松井珠理奈、宮澤佐江
- Team KII：江籠裕奈、大場美奈、神門沙樹、惣田紗莉渚、高柳明音、古畑奈和、松村香織
- Team E：木本花音、佐藤堇（佐藤すみれ）、柴田阿彌、須田亞香里、谷真理佳、松井玲奈
- 研究生：後藤樂樂

### 美妙的罪惡感
- Team S：東李苑、犬塚朝奈（犬塚あさな）、大矢真那、北川綾巴、後藤理沙子、竹內舞、都築里佳、野口由芽、二村春香、松井珠理奈、松本慈子、宮澤佐江、宮前杏實、矢方美紀、山內鈴蘭、山田樹奈

### 穿著制服的名偵探
單曲唱片所有版本皆有收錄的《穿著制服的名偵探》（制服を着た名探偵）是本次的主要B面曲，由秋元康作詞，曾替Rev.from DVL譜寫過多首歌曲的飯田清澄作曲與編曲，演唱本曲的臨時小分隊「Dreaming Girls」（ドリーミングガールズ，作夢女孩）是由SKE48較新進的成員（5至7期生與選秀1、2期生）中年齡較小的幾位所組成。雖然一如SKE48歷張單曲的慣例，主要B面曲通常不拍攝對應的MV，但根據新曲在2015年8月13日於愛知縣所舉行的「SKE48美濱海遊祭2015 特別現場演唱會」中首度公開表演時的隊形，此曲是由6期生熊崎晴香擔任隊形的center，而站其兩旁的則分別是5期的江籠裕奈與6期生北川綾巴等在年輕成員中相對較資深的兩位成員。
參與此曲錄製的完整成員名單如下：
- Team S：北川綾巴、松本慈子
- Team KII：江籠裕奈、神門沙樹、竹內彩姫
- Team E：熊崎晴香、髙寺沙菜
- 研究生：一色嶺奈、上村亞柚香、小畑優奈、後藤樂樂、白井琴望、菅原茉椰、野島樺乃、水野愛理

### 這焦躁使我無能
- Team KII：青木詩織、阿比留李帆、荒井優希、石田安奈、內山命、江籠裕奈、大場美奈、北野瑠華、神門沙樹、惣田紗莉渚、高木由麻奈、髙塚夏生、高柳明音、竹內彩姫、日高優月、古畑奈和、松村香織、山下由加里（山下ゆかり）

### 漫長夢境的迷宮
- Team E：磯原杏華、井田玲音名、市野成美、梅本圓（梅本まどか）、加藤琉美（加藤るみ）、鎌田菜月、木本花音、熊崎晴香、小石公美子、齊藤真木子、酒井萌衣、柴田阿彌、須田亞香里、髙寺沙菜、谷真理佳、福士奈央、松井玲奈

### 2588天
- Team E：松井玲奈

## 外部連結
- （日語）單曲唱片介紹（页面存档备份，存于）（SKE48官方網站）
- 歌曲剪輯版MV（AKB48官方YouTube頻道）：
  - YouTube上的《積極前進》特別剪輯版
  - YouTube上的《美妙的罪惡感》特別剪輯版
  - YouTube上的《這焦躁使我無能》特別剪輯版
  - YouTube上的《漫長夢境的迷宮》特別剪輯版
  - YouTube上的《2588天》特別剪輯版